# 李儲文
李储文（1918年1月30日—2018年3月22日），男，浙江慈溪人，中国共产党高级官员，曾任上海市革命委员会外事办公室主任、新华社香港分社副社长、上海社会科学界联合会主席、中国福利会副主席、上海市人民政府外事顾问、全国政协委员、《辞海》副主编之一，上海杉达学院董事长、上海市宁波经济建设促进协会永远名誉会长，以长期隐藏在基督教会内从事地下工作和于1980年代任新华社香港分社副社长期间，为香港主权交接所进行的准备工作而著称。

## 生平

### 基督教青年会的地下党员
李储文是浙江慈谿县人。1937年－1940年，李储文就读于沪江大学（位於今日上海黄浦江畔，现为上海理工大学）化學系，取得理學士學位。抗战期间，他已经加入中国共产党。大学毕业后，他任职于基督教青年会。1941年太平洋战争爆发后，李储文受周恩来的直接指派，离开上海前往大后方的昆明，以在基督教青年会学生服务处工作为名，进行地下党活动，吸引西南联合大学的华罗庚、吴晗、闻一多、潘光旦等著名学者在政治上向中国共产党靠拢，同时向美、英等国外交官、新闻官以及美国志愿航空队（陈纳德的飞虎队）成员积极宣传共产党，尽力批评国民党如何腐败无能，促成爱德尔曼、贝尔、海曼等美国士兵到重庆与毛泽东见面，此外，他还利用在基督教青年会工作之便，到滇军中进行反内战宣传。1946年－1947年，李储文前往瑞士日内瓦，从事青年会世界协会工作。

### 国际礼拜堂的红色牧师
1949年，李储文前往美国耶鲁大学攻读神学，修讀三年制神道學士課程；惟於1950年離開，並未完成課程。回到中国大陆後，担任中国基督教青年会全国协会宗教教育部干事，不久担任上海国际礼拜堂副牧师。上海国际礼拜堂原是一所上海美国侨民设立的一所英语礼拜堂，信徒一直以美国侨民为主。抗日战争期间吸收少数熟谙英语的华人知识分子信徒。
朝鲜战争爆发后，外国侨民纷纷离华回国。此后进堂的信徒以中国人为主。1951年4月，中央人民政府政务院在北京召开“处理接受美国津贴的基督教团体会议”，控诉运动开始，李储文积极控诉“帝国主义分子”上海国际礼拜堂牧师、美南长老会传教士毕范宇，毕范宇因此被驱逐出境，而该堂的另外两位副牧师孙恩三、顾政书，一位自杀身亡，另一位死在狱中。此后，李储文担任上海国际礼拜堂主任牧师、中国基督教三自爱国运动委员会（总部设在上海）秘书长。
李储文虽然是一位秘密的高级别共产党员，不过他在上海国际礼拜堂担任牧师长达10余年的时间中，讲道还是注重《圣经》，并不像当时吴耀宗等人那样夹带政治宣传。1953年复活节，李储文在上海基督教青年复活节圣乐崇拜中的讲道《我是复活与生命》，还被评价为信仰纯正。他还在《天风》上发表《罗马书讲解》，表明他还能讲很属灵的道。
不过对于表示不愿与其合作、参加“三自”的基督徒（如郑惠端），谈话不久后即被公安机关逮捕。1958年，上海市实行基督教联合礼拜，徐汇区原来分属于中华基督教会、圣公会、卫理公会、基督复临安息日会、灵工团、自立会、五旬节圣洁会、灵粮堂的17座基督教新教教堂的信徒都集中到上海国际礼拜堂和救主堂实行联合礼拜，李储文继续担任该堂牧师，但是由黄培永任联合礼拜主席。直到1966年8月，文化大革命爆发，上海各礼拜堂的神职人员无一幸免，均遭到残酷野蛮的批斗，这时李储文才被迫向批斗他的红卫兵公开表明了自己共产党员的身份，随后被有关部门保护起来。李储文的共产党员身分的公开，使得许多不知内情的基督教人士感到十分震惊（与之类似的还有中华圣公会华北教区总干事、燕京协和神学院教务长、北京基督教三自爱国运动委员会副主席赵复三，在1964年夏作为革命干部奉命调入世界宗教研究所，负责批判神学的任务，并在1980年代出任中國社會科學院副院長和黨委副書記）。据新华社香港分社前社长许家屯表示，李储文确实是长期“做宗教工作的秘密党员”。

### 外事领域
此后，李储文就不再以宗教人士身份出现，调回中国共产党上海市委员会工作。1977年，他出任上海市革命委员会外事办公室副主任，主持日常工作；1980年12月升为主任。1978年起又兼任上海市革命委员会侨务办公室主任。
1983年6月30日，李储文调任新华社香港分社副社长，日后被中共官方评价为“为香港回归做出贡献的知名外交家”。在香港期间，李储文似乎仍然分管宗教人士的统战工作，虽然没有公开与宗教人士联络，但是仍然邀请一些香港的基督教领袖，与他们进行私下接触，许家屯仍然对这些宗教人士表示“李储文就是你们的人”。一些民主派人士亦認為：李儲文「為人開朗」、「與民主派保持良好溝通」。
1988年，李储文从香港回到上海，担任上海市人民政府外事顾问（一直到1994年）、上海社会科学界联合会主席。1993年起又任中国福利会副主席，并出任上海杉达学院董事长至今，曾为该校募集办学资金数千万元。 

### 逝世
2018年3月22日18时55分，李儲文在上海華東醫院逝世，享年100歲。家屬按李儲文生前意願，不舉行告別儀式，一切從簡。

## 轶事
李储文也是一位京剧票友，在上海市社会名流及港台、海外人士组成的“上海国际京剧票房”中，担任副理事长。
现在李储文的公开简历中，通常都回避他在1950年代和1960年代曾任基督教牧师的经历，只是说“广泛从事社会与外事活动”。